# Pisodonophis daspilotus
Pisodonophis daspilotus is een  straalvinnige vissensoort uit de familie van slangalen (Ophichthidae). De wetenschappelijke naam van de soort is voor het eerst geldig gepubliceerd in 1898 door Gilbert.
De soort staat op de Rode Lijst van de IUCN als Gevoelig, beoordelingsjaar 2007.